# Авон (Де Севр)
Авон (фр. Avon) насеље је и општина у западној Француској у региону Поату-Шарант, у департману Де Севр која припада префектури Ниор.
По подацима из 2011. године у општини је живело 77 становника, а густина насељености је износила 6,14 становника/km². Општина се простире на површини од 12,54 km². Налази се на средњој надморској висини од 141 метар (максималној 146 m, а минималној 97 m).

## Демографија
| 1962. | 1968. | 1975. | 1982. | 1990. | 1999. | 2011. |
| ----- | ----- | ----- | ----- | ----- | ----- | ----- |
| 60    | 98    | 87    | 81    | 76    | 75    | 77    |

График промене броја становника у току последњих година